# Cylindrophis aruensis
Cylindrophis aruensis is een slang uit de familie cilinderslangen (Cylindrophiidae). De soort is endemisch op de Indonesische Aru-eilanden.

## Beschrijving
Cylindrophis aruensis is een roodbruine slang met witte dwarsvlekken die twee afwisselende reeksen op de rug vormen en dwarsbalken op de buik, waarvan sommige compleet zijn, andere onderbroken, en de twee helften afwisselend, met een paar grote witte vlekken bovenop de nek; de onderkant van de staart is wit.
Het heeft geen vergrote ventrale schubben. De schubben zijn in 24 rijen, met zes subcaudale schubben.
Cylindrophis aruensis · Cylindrophis boulengeri · Cylindrophis burmanus · Cylindrophis engkariensis · Cylindrophis isolepis · Cylindrophis jodiae · Cylindrophis lineatus · Cylindrophis maculatus · Cylindrophis melanotus · Cylindrophis opisthorhodus · Cylindrophis osheai · Cilinderslang (C. ruffus) · Cylindrophis subocularis · Cylindrophis yamdena